# Liste der Biografien/Fischer, C
Liste der Biografien |
Portal Biografien |
C Personensuche
# |
A |
B |
C |
D |
E |
F |
G |
H |
I |
J |
K |
L |
M |
N |
O |
P |
Q |
R |
S |
T |
U |
V |
W |
X |
Y |
Z |
?
 
Fa |
Fe |
Ff |
Fh |
Fi |
Fj |
Fk |
Fl |
Fm |
Fn |
Fo |
Fr |
Ft |
Fu |
Fy
 
Fia |
Fib |
Fic |
Fid |
Fie |
Fif |
Fig |
Fih |
Fii |
Fij |
Fik |
Fil |
Fim |
Fin |
Fio |
Fip |
Fiq |
Fir |
Fis |
Fit |
Fiu |
Fiv |
Fix |
Fiz
 
Fisa |
Fisb |
Fisc |
Fise |
Fish |
Fisi |
Fisk |
Fisl |
Fism |
Fiso |
Fisq |
Fiss |
Fist |
Fisu |
Fisz
 
Fisce |
Fisch |
Fiscu
 
Fischa |
Fischb |
Fischd |
Fische |
Fischg |
Fischh |
Fischi |
Fischl |
Fischm |
Fischn |
Fischo |
Fischt
 
Fisched |
Fischel |
Fischen |
Fischer |
Fischet
 
Fischer, A |
Fischer, B |
Fischer, C |
Fischer, D |
Fischer, E |
Fischer, F |
Fischer, G |
Fischer, H |
Fischer, I |
Fischer, J |
Fischer, K |
Fischer, L |
Fischer, M |
Fischer, N |
Fischer, O |
Fischer, P |
Fischer, R |
Fischer, S |
Fischer, T |
Fischer, U |
Fischer, V |
Fischer, W |
Fischer, X |
Fischer, Y |
Fischer, Z |
Fischera |
Fischerk |
Fischerm |
Fischern |
Fischero
Die Liste der Biografien führt alle Personen auf, die in der deutschsprachigen Wikipedia einen Artikel haben. Dieses ist eine Teilliste mit 63 Einträgen von Personen, deren Namen mit den Buchstaben „Fischer, C“ beginnt.

## Fischer, C

### Fischer, Ca
- Fischer, Cäcilia (1914–2001), österreichische römisch-katholische Benediktinerin, Äbtissin der Abtei St. Gabriel
- Fischer, Camillo (1920–2009), deutscher Fotojournalist und künstlerischer Fotograf
- Fischer, Can (* 1984), deutscher Schauspieler, Regisseur und Autor
- Fischer, Carl (1809–1874), deutscher Lithograf
- Fischer, Carl (1818–1911), deutscher Jurist und Maler
- Fischer, Carl (1838–1891), deutscher Bildhauer
- Fischer, Carl (1841–1906), deutscher Arbeiter
- Fischer, Carl (1888–1987), Schweizer Bildhauer und Kunstpädagoge
- Fischer, Carl August (1828–1892), deutscher Komponist und Organist
- Fischer, Carl August (1895–1966), deutscher Volkswirt
- Fischer, Carl Ernst (1900–1974), deutscher Redakteur, Zeichner und Grafiker
- Fischer, Carl Ferdinand (1889–1957), dänischer Fotograf und Stummfilmkameramann
- Fischer, Carl Friedrich (1809–1894), deutscher evangelisch-lutherischer Pfarrer und Autor
- Fischer, Carl Friedrich August (1778–1842), deutscher Papierfabrikant
- Fischer, Carl Friedrich von (1783–1860), badischer Beamter
- Fischer, Carl Ludwig (1816–1877), deutscher Komponist
- Fischer, Carl Viktor von (1766–1821), Schweizer Offizier
- Fischer, Carl-Friedrich (1909–2001), deutscher Architekt
- Fischer, Carlos (1903–1969), uruguayischer Politiker
- Fischer, Carola, deutsche Opern-/Operettsängerin in der Stimmlage Mezzosopran/Alt
- Fischer, Carolin (* 1962), deutsche Romanistin und Komparatistin
- Fischer, Caroline (* 1984), deutsch-koreanische Pianistin
- Fischer, Caroline Auguste (1764–1842), deutsche Schriftstellerin und Frauenrechtlerin
- Fischer, Carsten (* 1961), deutscher Hockeyspieler
- Fischer, Carsten (* 1976), deutscher Rechtswissenschaftler
- Fischer, Caspar, deutscher Wundarzt

### Fischer, Ch
- Fischer, Charlotte Froese (1929–2024), US-amerikanische angewandte Mathematikerin
- Fischer, Choere (* 1979), deutscher Schauspieler
- Fischer, Christian, deutscher Filmemacher und Autor
- Fischer, Christian (1823–1871), deutscher Kaufmann und Politiker (DFP), MdR
- Fischer, Christian (1879–1934), österreichischer Journalist und Politiker (CSP), Landtagsabgeordneter, Abgeordneter zum Nationalrat, Mitglied des Bundesrates
- Fischer, Christian (* 1958), österreichischer Schauspieler
- Fischer, Christian (* 1963), deutscher Rechtswissenschaftler
- Fischer, Christian (* 1965), deutscher Erziehungswissenschaftler, Psychologe, Hochschullehrer, Schulpädagoge und Begabungsforscher
- Fischer, Christian (* 1970), deutscher FußballschiedsrichterChristian Fischer (* 1970)

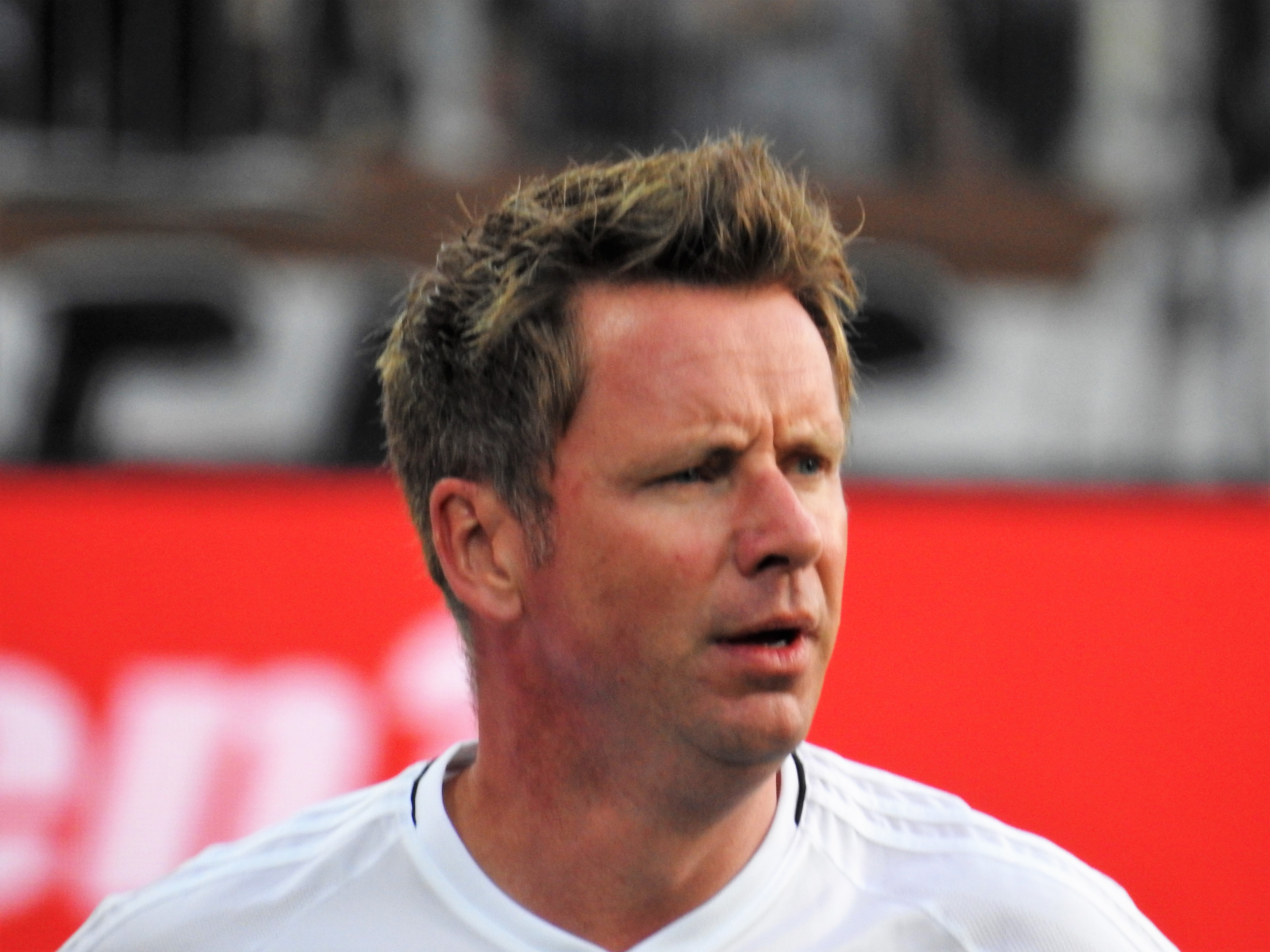
Christian Fischer (* 1970)

- Fischer, Christian (* 1977), österreichischer Politiker (SPÖ)
- Fischer, Christian (* 1982), deutscher Jurist und Autor
- Fischer, Christian (* 1997), US-amerikanischer Eishockeyspieler
- Fischer, Christian August (1771–1829), deutscher Schriftsteller
- Fischer, Christian Friedrich (1698–1764), Musikdirektor, Kantor, Organist, Komponist, Musikschriftsteller und Jurist
- Fischer, Christian Gottlob († 1804), deutscher Montanunternehmer
- Fischer, Christian Gottlob (1815–1893), deutscher evangelisch-lutherischer Pfarrer und Autor
- Fischer, Christian von (1788–1870), preußischer Generalleutnant
- Fischer, Christian Wilhelm (1787–1859), deutscher Schauspieler, Sänger (Bassbuffo) und Regisseur
- Fischer, Christiane (* 1967), deutsche Ärztin, Mitglied des Deutschen Ethikrates (seit 2012)
- Fischer, Christina (* 1973), deutsche Tischtennisspielerin
- Fischer, Christoph (1518–1598), deutscher lutherischer Theologe in Nord- und Mitteldeutschland
- Fischer, Christoph († 1699), deutscher lutherischer Theologe und Generalsuperintendent der Generaldiözese Göttingen
- Fischer, Christoph (* 1958), deutscher Arzt, Lehrbeauftragter und freier Journalist
- Fischer, Christopher (* 1988), deutscher Eishockeyspieler

### Fischer, Cl
- Fischer, Claas-Peter (* 1968), deutscher Ruderer
- Fischer, Clare (1928–2012), US-amerikanischer Komponist und Pianist
- Fischer, Claudia (* 1970), deutsche Juristin, Richterin am Bundesgerichtshof
- Fischer, Claus (* 1965), deutscher Jazz- und Pop-MusikerClaus Fischer (* 1965)

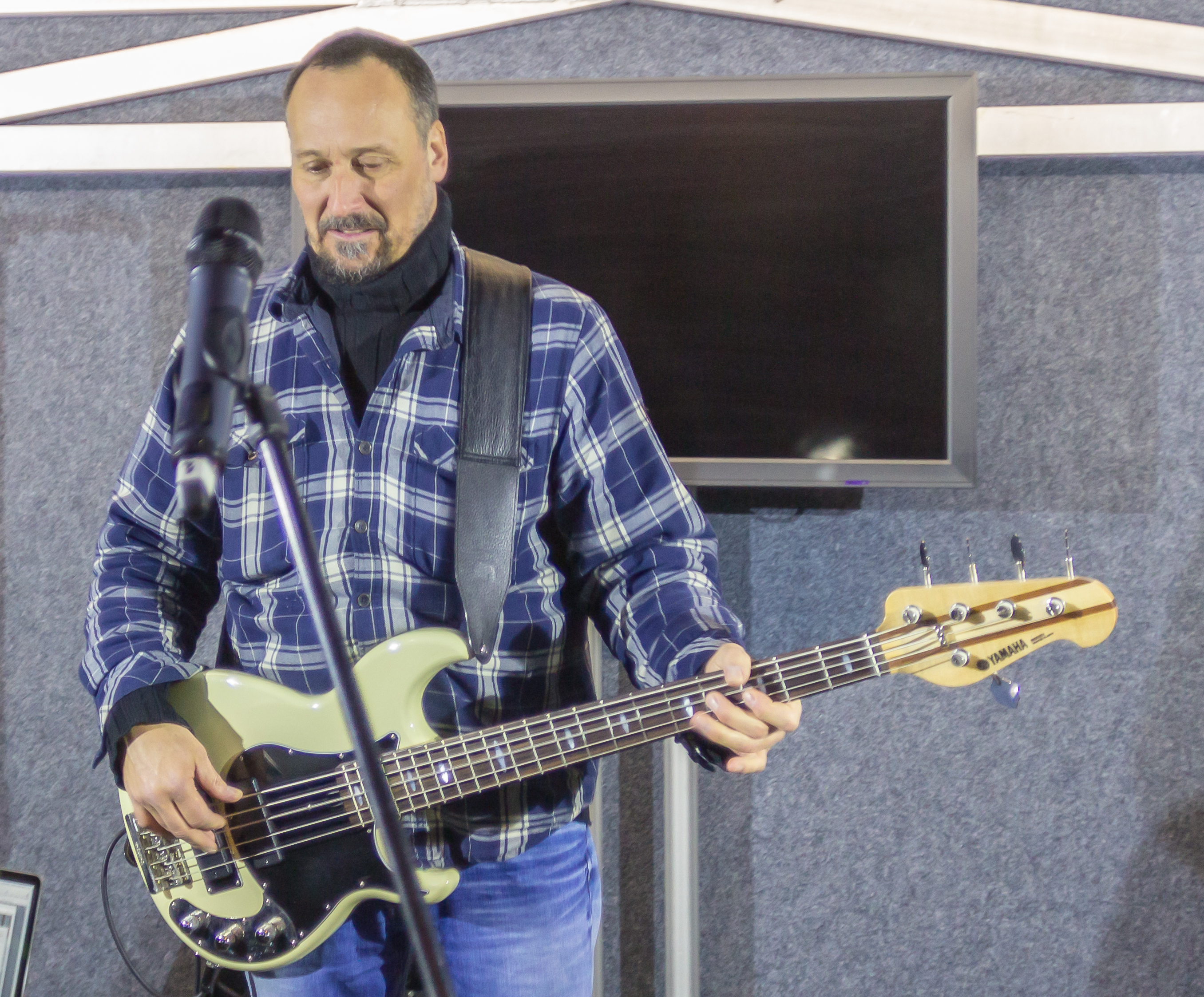
Claus Fischer (* 1965)

- Fischer, Claus Cornelius (1951–2020), deutscher Schriftsteller, Übersetzer und Drehbuchautor
- Fischer, Clemens (* 1975), deutscher Unternehmer und Investor

### Fischer, Co
- Fischer, Conrad (1631–1701), Propst des Augustiner-Chorherrenstiftes Forbes in Südböhmen (1677–1701)
- Fischer, Cornelia (1954–1977), deutsch-österreichische Malerin
- Fischer, Cornelia (* 1984), deutsche Köchin

### Fischer, Cu
- Fischer, Cuno (1914–1973), deutscher Maler, Bühnenbildner und Designer
- Fischer, Curt, deutscher Fußballspieler
- Fischer, Curt (1901–1945), deutscher Politiker (NSDAP), MdR
- Fischer, Curt Theodor (1869–1948), deutscher Klassischer Philologe und Gymnasiallehrer